# Anatrachyntis
Anatrachyntis ist eine Gattung von Schmetterlingen aus der Familie der Prachtfalter (Cosmopterigidae).

## Merkmale
Die Falter haben schmale bis sehr schmale, lanzettliche Vorderflügel mit rötlich brauner Färbung und einer Zeichnung aus unregelmäßigen Binden und Strichen. Die Zeichnung der Fransenschuppen ist auffällig. Die Hinterflügel sind sehr schmal und laufen spitz zu.
Bei den Männchen ist das Tegumen lang und schlank. Die Brachia sind unterschiedlich lang. Das rechte Brachium ist ein- bis zweimal so lang wie das linke und läuft spitz zu. Die Valven sind symmetrisch, spatelförmig oder lobusartig. Die rechte Valvella ist gut ausgebildet, die linke ist stark reduziert. Der Aedeagus ist röhrenförmig oder läuft distal spitz zu.
Bei den Weibchen sind die Apophyses posteriores etwas länger als die Apophyses anteriores. Das Ostium bursae befindet sich in einer sackförmigen Membran zwischen dem 7. und 8. Sternit. Das Sterigma ist nur schwach sklerotisiert, zylindrisch oder kugelförmig. Der Ductus bursae ist eng und membranös. Das Corpus bursae ist membranös und oval. Signa sind nicht ausgebildet.

## Verbreitung
Die Arten der Gattung sind pantropisch verbreitet. In Europa kommen nur drei Arten vor, die im Mittelmeerraum und auf den Kanarischen Inseln beheimatet sind.

## Biologie
Die Raupen leben an einer Vielzahl von Früchten und Blüten und können Baumwolle und andere Kulturpflanzen schädigen.

## Systematik
Die folgende Artenliste basiert auf dem von Sinev 2002 erstellten World catalogue of cosmopterigid moths. Weltweit sind über 50 Arten bekannt, in Europa ist die Gattung nur mit drei Arten vertreten.
- Anatrachyntis acris (Meyrick, 1911) (Seychellen)
- Anatrachyntis aellotricha (Meyrick, 1889) (Neuseeland)
- Anatrachyntis amphisaris (Meyrick, 1922) (Sri Lanka)
- Anatrachyntis anaclastis (Meyrick, 1897) (Australien, Queensland)
- Anatrachyntis anoista (Bradley, 1956), (Lord-Howe-Insel)
- Anatrachyntis apparitella (Walker, 1864) (Neuseeland)
- Anatrachyntis badia (Hodges, 1962) (Europa, USA, Florida)
- Anatrachyntis bicincta (Ghesquiere, 1940) (Zaire)
- Anatrachyntis biorrhizae Sinev, 1986 (Russland, Region Primorje)
- Anatrachyntis califacta (Meyrick, 1922) (Indien)
- Anatrachyntis carpophila (Ghesquiere, 1940) (Zaire)
- Anatrachyntis cecidicida (Ghesquiere, 1940) (Zaire)
- Anatrachyntis centropecta (Meyrick, 1931), (Malaiische Halbinsel)
- Anatrachyntis centrophanes Meyrick, 1915 (Indien)
- Anatrachyntis coriacella (Snellen, 1901) (Indonesien, Java)
- Anatrachyntis coridophaga (Meyrick, 1925) (Nordafrika, Ägypten)
- Anatrachyntis cyma (Bradley, 1953) (Fidschi)
- Anatrachyntis dactyliota (Meyrick, 1931) (Malaiische Halbinsel)
- Anatrachyntis euryspora (Meyrick, 1922) (Fidschi)
- Anatrachyntis exagria Meyrick, 1915 (Indien)
- Anatrachyntis falcatella (Stainton, 1859) (Indien)
- Anatrachyntis floretella (Legrand, 1958) (Seychellen)
- Anatrachyntis gerberanella (Legrand, 1965) (Seychellen)
- Anatrachyntis gymnocentra (Meyrick, 1937) (Zaire)
- Anatrachyntis haemodryas (Meyrick, 1930) (Malaiische Halbinsel)
- Anatrachyntis hemipelta Meyrick, 1917 (Indien)
- Anatrachyntis hieroglypta (Meyrick, 1911) (Seychellen)
- Anatrachyntis holotherma (Meyrick, 1936) (Zaire)
- Anatrachyntis incertulella (Walker, 1864) (Hawaii)
- Anatrachyntis japonica Kuroko, 1982 (Japan)
- Anatrachyntis lunulifera (Meyrick, 1934) (Marquesas)
- Anatrachyntis megacentra (Meyrick, 1923) (Fidschi))
- Anatrachyntis melanostigma (Diakonoff, 1954) (Neuguinea)
- Anatrachyntis mesoptila (Meyrick, 1897) (Australien, Queensland)
- Anatrachyntis mythologica Meyrick, 1917 (Sri Lanka)
- Anatrachyntis nephelopyrrha Meyrick, 1917 (Indien)
- Anatrachyntis orphnographa (Meyrick, 1936) (Zaire)
- Anatrachyntis oxyptila (Meyrick, 1928) (New Ireland
- Anatrachyntis palmicola (Ghesquiére, 1940) (Zaire)
- Anatrachyntis paroditis (Meyrick, 1928) (Fidschi)
- Anatrachyntis philocarpa (Meyrick, 1922) (Irak)
- Anatrachyntis philogeorga (Meyrick, 1933) (Tansania)
- Anatrachyntis ptilodelta (Meyrick, 1922) (Volksrepublik China, Shanghai)
- Anatrachyntis pyrrhodes (Meyrick, 1897) (Australien)
- Anatrachyntis rhizonyrnpha (Meyrick, 1924) (Indien)
- Anatrachyntis rileyi (Walsingham, 1882) (Europa, USA, Georgia)
- Anatrachyntis risbeci (Ghesquiere, 1940) (Senegal)
- Anatrachyntis sesamivora (Meyrick, 1933) (Indonesien, Java)
- Anatrachyntis simplex (Walsingham, 1891) (Europa, Afrika, Gambia)
- Anatrachyntis strangalota (Meyrick, 1922) (Südindien)
- Anatrachyntis tentoria (Meyrick, 1911) (Seychellen)
- Anatrachyntis terminella (Walker, 1864) (Australien, New South Wales)
- Anatrachyntis tripola (Meyrick, 1909) (Südafrika, Transvaal)
- Anatrachyntis yunnanea (Zagulajev, 1959) (China, Yunnan)

## Belege
1. 1 2 3 4 5  J. C. Koster, S. Yu. Sinev: Momphidae, Batrachedridae, Stathmopodidae, Agonoxenidae, Cosmopterigidae, Chrysopeleiidae. In: P. Huemer, O. Karsholt, L. Lyneborg (Hrsg.): Microlepidoptera of Europe. 1. Auflage. Band 5. Apollo Books, Stenstrup 2003, ISBN 87-88757-66-8, S. 129 (englisch).
2. 1 2  Anatrachyntis bei Fauna Europaea. Abgerufen am 2. Januar 2012
3. ↑  S. Yu. Sinev (2002): World catalogue of cosmopterigid moths (Lepidoptera: Cosmopterigidae). Proceedings of the Zoological Institute, St. Petersburg, Band 293, S. 54–59